# Réhabilitation (nouvelle)
Pour les articles homonymes, voir Réhabilitation.
Réhabilitation est une nouvelle de science-fiction de Gérard Klein, publiée en 1973.
Elle a notamment été publiée dans le recueil Les Mosaïques du temps (1990).
La nouvelle a obtenu le grand prix de l'Imaginaire de la meilleure nouvelle en 1974.
Cette nouvelle de science-fiction s'inspire de la guerre du Viêt Nam et critique implicitement, sur le mode tragi-comique, la politique américaine de l'époque qui alternait phases de bombardement et phases de reconstruction et d'aide aux victimes.

## Résumé
Le narrateur est un soldat qui envoie un courrier à sa famille. Il est basé sur le Richard Nixon, vaisseau spatial Terrien chargé de surveiller une large portion de l'espace intersidéral, au moment et à l'endroit où une guerre oppose la Terre à une race extraterrestre (terme générique : les xénos). Il patrouille donc dans ce que le narrateur appelle la zone de frikill.
Ce vaisseau croise près d'une planète, parfaitement habitable et ayant océans, sources, forêts, végétaux et animaux divers.
Un jour, un message arrive du Quartier général terrien : les xénos vont débarquer sur cette planète. Il faut donc la rendre totalement inhabitable le plus rapidement possible.
Un petit problème : cette planète est principalement habitée par une race extraterrestre consistant en de petits animaux au pelage bleuté, ressemblant à des kangourous. Ces êtres, pacifiques et herbivores, sont doux et sympathiques ; ils sont intelligents et ont développé une société qui ferait la joie des ethnologues ; ça ferait mal au cœur de les anéantir, pensent les militaires.
Malheureusement, il faut s'y résoudre, car un ordre est un ordre.
Le programme Cautérisation est lancé…
Des missiles atomiques hyper-puissants sont lancés vers la planète : les forêts s'embrasent, les océans s'évaporent, les montagnes sont désintégrées, l'air est rendu irrespirable et empoisonné.
Bref, la planète devient un enfer. Bien évidemment, tous les kangourous bleutés meurent durant le processus.
Quelques heures après, un contre-ordre arrive : il faut cesser les opérations, car l'Ennemi, en réalité, ne se trouve pas dans ce secteur galactique. Le quartier général se serait-il trompé ? Un autre message est reçu : il faut remettre en état la planète, et vite, avant qu'une commission d'enquête parlementaire ne vienne fouiner dans les environs et propose des sanctions ou des rétrogradations !
Le programme Réhabilitation est alors engagé…
On replante des millions d'arbres en un temps record, on rassemble les océans, on récupère les roches et rochers pour réassembler les montagnes, l'air est condensé et purifié, on rétablit le cycle de la pluie, etc., etc.
Reste la question des kangourous bleutés. Ils sont tous morts ? Pas de problème : on va les reconstituer !
On crée alors des robots à cerveau positronique ayant la forme extérieure de ces kangourous bleutés, on leur implante des logiciels avec tous les programmes permettant de les faire vivre en communauté : règles sociales, religion, politique, sexualité, mode de chasse, sens artistique, etc., etc. Ils ressemblent tellement aux kangourous bleutés originaux qu'on ne peut quasiment pas s'apercevoir de la différence. Et en plus ils sont là pour longtemps : alors que les kangourous d'origine vivaient 20 ans, ceux-ci, robotisés, sont presque éternels...
Les trois derniers paragraphes de la nouvelle sont les suivants :
« Moi, tout ce que je voyais, et c'est pas seulement une façon de parler, c'était qu'on avait remis exactement les choses en l'état, comme si on n'était jamais venu, et que c'est exactement ce que demandent les pacifistes, et quand on est parti, pour de bon, sans attendre la commission et les journalistes, et que j'ai vu, sur l'écran du mess, entre Tad et Nico, ce type assis sur le sommet de sa motte, tranquille, en train de la repeindre, juste comme celui qu'on avait vu en arrivant, et que je me suis dit qu'avec un peu de chance, il tiendrait bon pendant mille ans, je me suis mis à chialer. J'ai même pas entendu le commandant nous remercier et nous féliciter et nous dire qu'il y avait de la décoration et de l'avancement dans l'air.

On a vraiment fait du bon boulot. Et vous pouvez être fiers de nous tous, ici. C'est tout ce que j'avais à vous raconter pour cette fois.

Il me reste à vous dire de ne pas vous inquiéter pour moi, et que j'aimerais bien avoir de vos nouvelles, surtout de la frangine, et que je souhaite que vous recevrez cet enregistrement cinq sur cinq et que j'espère que vous ne souffrez pas trop des privations. »